# Magyar Joomla! Felhasználók Nemzetközi Egyesülete
A Magyar Joomla! Felhasználók Nemzetközi Egyesülete 2008-ban alapított és 2016-ban megszűnt közhasznú szervezet volt.

## Célok
A Magyar Joomla! Felhasználók Nemzetközi Egyesülete fő céljának tekintette a nyílt forráskódú Joomla! tartalomkezelő rendszer, valamint a szabad szoftverek terjesztését és támogatását itthon és a Kárpát-medencében, ugyanakkor a magyar felhasználókat is képviselte a globális közösségekben.
A Joomla! tartalomkezelő rendszer, az ahhoz kiadott bővítmények és a szabad szoftverek használatával kapcsolatos információkat tett közzé a webhelyén, valamint ezek felhasználásához nyújtott támogatást. Egyesületi tagok és érdeklődők számára továbbképzéseket szervezett, támogatta az internet szabad, kreatív használatát.

## Megszűnése
Az egyesületet 2016-ban megszüntették.
Az egyesület egykori elnöke, Tóth Tibor, 2021-ben hosszú betegség után meghalt.